# Ville-le-Marclet
Ville-le-Marclet – miejscowość i gmina we Francji, w regionie Hauts-de-France, w departamencie Somma.
Według danych na rok 1990 gminę zamieszkiwało 508 osób, a gęstość zaludnienia wynosiła 57 osób/km² (wśród 2293 gmin Pikardii Ville-le-Marclet plasuje się na 530. miejscu pod względem liczby ludności, natomiast pod względem powierzchni na miejscu 537.).